# Sagittaria potamogetifolia
Sagittaria potamogetifolia är en svaltingväxtart som beskrevs av Elmer Drew Merrill. Sagittaria potamogetifolia ingår i släktet pilbladssläktet, och familjen svaltingväxter. Inga underarter finns listade.